# Ivan Markošek
Ivan Markošek, slovenski rimskokatoliški duhovnik, * 5. april 1873, Teharje, † 11. april 1916, Maribor. 
Po končani ljudski šoli v rojstnem kraju se je vpisal na celjsko gimnazijo. Bogoslovje je študiral v Mariboru, kjer je bil 25. julija 1898 posvečen v mašnika. Najprej je delal kot kaplan v Šmartnem v Rožni dolini in v Vitanju. Leta 1900 je postal korni vikar in katehet v Mariboru, 1907 je bil katehet na meščanskih šolah v Mariboru, nato je 1911 postal učitelj verouka na višji realki v Mariboru. V času vojne je poučeval verouk tudi na slovenskih oddelkih mariborske gimnazije. Deloval je v mariborskem katoliškem delavskem društvu in v cecilijanskem društvu. Svoje prispevke o bogoslovnih vedah je objavljal v Voditelju. 